# Cayrac
Cayrac település Franciaországban, Tarn-et-Garonne megyében. Lakosainak száma 562 fő (2022. január 1.). Cayrac Albias, Bioule, Nègrepelisse és Réalville községekkel határos.

## Népesség
A település népességének változása:
| Lakosok száma | 534  | 548  | 557  | 549  | 552  | 555  | 563  | 561  | 562  |
|               | 2013 | 2015 | 2016 | 2017 | 2018 | 2019 | 2020 | 2021 | 2022 |